# Дьяконовское сельское поселение (Волгоградская область)
Дья́коновское се́льское поселе́ние — муниципальное образование в составе Урюпинского района Волгоградской области.
Административный центр — хутор Дьяконовский 2-й.

## История
Дьяконовское сельское поселение образовано 30 марта 2005 года в соответствии с Законом Волгоградской области № 1037-ОД.

## Население
| 2010  | 2014  | 2015  | 2016  | 2017  | 2018  | 2019  |
| ----- | ----- | ----- | ----- | ----- | ----- | ----- |
| 1137  | ↘1134 | ↘1132 | ↘1119 | ↘1107 | ↘1089 | ↘1080 |
| 2020  | 2021  |       |       |       |       |       |
| ↘1058 | ↘1052 |       |       |       |       |       |

## Состав сельского поселения
| № | Населённый пункт | Тип населённого пункта        | Население |
| - | ---------------- | ----------------------------- | --------- |
| 1 | Акишин           | хутор                         | 182       |
| 2 | Дьяконовский 2-й | хутор, административный центр | 904       |
| 3 | Каменка          | хутор                         | 51        |